# Ashley Callie
Ashley Callie (30 tháng 12 năm 1976 - 15 tháng 2 năm 2008) là một nữ diễn viên người Nam Phi, nổi tiếng với vai diễn Leone Haines trong Isidingo (2000–08). Cô qua đời vào ngày 15 tháng 2 năm 2008, do bị thương ở đầu do va chạm xe hơi ở thành phố Johannesburg, Nam Phi vào ngày 8 tháng 2 năm 2008.

## Tiểu sử
Ashley Callie được sinh ra ở Johannesburg. Cô đã đến trường St Mary, sau đó lấy bằng Cử nhân (xuất sắc) về nghệ thuật kịch từ Đại học Witwatersrand. Cô bắt đầu sự nghiệp của mình với một vai trò trong sản xuất truyền hình SABC, Homeland, do Neil Sundstrom đạo diễn. Sau đó, cô đóng vai chính trong một số bộ phim, bao gồm Nhịp điệu tự nhiên và Khách không mời. Cô cũng dành thời gian ở Cape Town, nơi cô đóng vai chính trong một số quảng cáo cho thị trường Nam Phi địa phương cũng như thị trường nước ngoài.
Vào ngày 15 tháng 3 năm 2007, cô nói với tạp chí Top Billing rằng đóng vai Lee Haines trên Isidingo là một tham vọng cả đời; cô đã là một fan hâm mộ của vở opera xà phòng Nam Phi kể từ khi nó được phát sóng lần đầu tiên vào năm 1998. Trong cuộc phỏng vấn, cô đã giải thích cách cô không thích sự nổi tiếng với người nổi tiếng của mình và gia đình cô là một phần cực kỳ quan trọng trong cuộc sống của cô. Cô cũng giải thích tại sao nhân vật của mình, Lee Haines, hoàn toàn không giống cô. Trong năm đó, cô đã xuất hiện trên trang bìa của Top Billing.
Cũng trong năm 2007, cô đóng một vai trong một bộ phim ở Hà Lan; ban đầu nó được gọi là Bất ngờ; tuy nhiên, tiêu đề đã được đổi thành Mafrika và sau đó các nhà sản xuất hứa sẽ dành bộ phim cho bộ nhớ của Callie. Ngoài Isidingo (được tổ chức từ năm 2000 đến khi qua đời năm 2008), Callie là đồng sở hữu câu lạc bộ xã hội La Vista, ở Melville, Gauteng nhưng đã bán cổ phần của mình vào năm 2007.